# 利伯特登巴亞
利伯特登巴亞（法語：Liberté Dembaya），是馬里的城鎮，位於該國西南部，由卡伊區的卡伊省負責管轄，面積69.5平方公里，海拔高度25米，2009年人口13,074，人口密度每平方公里188人。